# Президентские выборы в Ливии (2023)
Первые в истории Ливии президентские выборы, которые были намечены на 24 декабря 2021 года (в ознаменование 70-летия независимости), согласно договорённостям, достигнутым на Форуме ливийского политического диалога. Отменены за несколько дней до даты голосования из-за невозможности их провести в связи с нестабильной ситуацией. 
Выборы должны были состояться ещё весной 2019 года, но из-за наступления сил Халифы Хафтара на Триполи были перенесены на неопределённый срок. До этого, согласно договорённостям, они должны были пройти ещё раньше — 10 декабря 2018 года, о чём заявлял глава МИД ПНС Мохаммед Тага Сиала.

## Предыстория
После войны 2011 года, Переходный национальный совет Ливии должен был провести выборы президента. Он разработал дорожную карту, по которой выборы должны были пройти в 2013 году и передал власть избранному парламенту (ВНК). В 2014 году ВНК в свою очередь провёл выборы в Конституционную ассамблею Ливии, которая должна была решить, каким образом проводить выборы. В 2014 году в стране разгорелся конфликт, из-за чего выборы президента оказались под угрозой. В августе 2014 года новый парламент решил, что выборы президента будут прямыми.
24 декабря 2017 года председатель Верховной национальной избирательной комиссии Ливии (ВНИК) Имад ас-Сайех заявил, что президентские и парламентские выборы в Ливии состоятся до 30 сентября 2018 года. Регистрация избирателей началась с 6 декабря и продлится 60 дней, регистрация проживающих за границей избирателей начнется 1 февраля 2018 года.
12 февраля 2018 года президент Палаты представителей Ливии Агила Салах Иса сообщил, что более 2,5 миллионов граждан зарегистрировались в качестве избирателей на предстоящих президентских и парламентских выборах. «Для принятия участия на выборах уже зарегистрировались свыше двух с половиной миллионов избирателей, учитывая, что всего наш народ насчитывает 5-6 миллионов человек. Это говорит о том, что ливийцы хотят идти на выборы», — прокомментировал ход подготовки к выборам глава парламента.
В конце мая противоборствующие силы на международной конференции под эгидой ООН в Париже достигли соглашения о проведении 10 декабря всеобщих выборов в стране.
В ноябре стало известно, что выборы перенесены на начало 2019 года. Договорённости об этом были достигнуты на конференции в Палермо, в которой участвовали премьер-министр России Дмитрий Медведев, главнокомандующий армией Ливии Халифа Хафтар, представители правительства национального согласия, Египта, Италии, Туниса и Турции.

## Потенциальные кандидаты
| Кандидат               | Фото | Должность (на момент выдвижения)                      | Субъект выдвижения | Статус            | Примечание |
| ---------------------- | ---- | ----------------------------------------------------- | ------------------ | ----------------- | --- |
| Саиф аль-Ислам Каддафи |      | лидер «Народного фронта освобождения Ливии»           | нет данных         | заявил об участии | Пресс-секретарь семьи Каддафи Басема аль-Хашими ас-Соуль рассказал, что Каддафи-младший намерен баллотироваться в президенты страны. Председатель Верховной национальной избирательной комиссии Ливии Имад ас-Сайех отметил, что согласно плану ООН все ливийцы имеют право участвовать в выборах. 19 марта 2018 года официально выдвинулся в кандидаты. |
| Фатхи Башага           |      | министр внутренних дел ПНС                            | нет данных         | заявил об участии | Заявил о намерении выдвинуть свою кандидатуру. |
| Ареф Али Найед         |      | исламский богослов                                    | нет данных         | заявил об участии | Заявил о намерении выдвинуть свою кандидатуру. |
| Агила Салах Иса        |      | Председатель Палаты представителей Ливии              | нет данных         | Заявил об участии | Заявил, что пока не решил будет ли участвовать в выборах. |
| Халифа Хафтар          |      | Верховный главнокомандующий Вооружёнными силами Ливии | нет данных         | заявил об участии | Заявил о намерении выдвинуть свою кандидатуру |

## Обвинения во вмешательстве
5 июля 2019 года в Ливии были арестованы двое россиян — социолог, руководитель полевой исследовательской группы Фонда защиты национальных ценностей Максим Шугалей и его переводчик Самер Хасан Али Суэйфан (ранее Фонд обвинялся во вмешательстве в ряд выборных кампаний в африканских странах), которых обвиняют в попытке повлиять на президентские выборы. Прокуратура временного правительства Ливии в Триполи заявляет, что россияне пытались добиться встречи с Саифом аль-Исламом Каддафи. В частности, им дважды удалось посетить политика в его доме в Зинтане. Министерство иностранных дел России обратилось с официальным запросом в МИД Ливии для выяснения обстоятельств задержания. Россиянам не предоставили адвоката и не допустили сотрудников посольства. Российские дипломаты направили властям Ливии ноту протеста. Глава Фонда защиты национальных ценностей Александр Малькевич заявил, что «никого не смущает, что выборов нет». Малькевич отметил, что в Ливии даже не принят закон о выборах, в нарушении которого обвиняют россиян. 22 июля появилась информация о том, что ливийские адвокаты отказываются работать с россиянами, потому что арестованы все, кто хоть как-то взаимодействовал с ними, пытался помочь или узнать их судьбу. В ФЗНЦ при этом заявили, что их сотрудников пытали в тюрьме, а сам кризис назвали «политическим шантажом».

## Отмена
За три дня до даты голосования, 21 декабря 2021 года, глава Высшей национальной избирательной комиссии Ливии в Триполи издал указ о роспуске всех избирательных комиссий (где их удалось сформировать). На следующий день ливийский Центризбирком предложил отложить первый тур президентских выборов как минимум на месяц, до 24 января 2022 года. Избирком отметил, что окончательное решение о новых сроках парламентских и президентских выборов должна принять Палата представителей. 